# One-Two-Five
One-Two-Five is een single van 10cc. Het is afkomstig van hun album Look Hear?.
De single gaat over het toenmalige fenomeen discomuziek, waar bij aantal bpp (beats per minute) begon op te lopen tot 125, waarbij ook de hartslag van de toehoorder begint op te lopen bij langdurig aanhoren. De zanger heeft het ook dat de lichaamstemperatuur zou oplopen naar 102 Fahrenheit, ongeveer 40 C. Ook een afspraakje maken wordt lastig.
B-kant was Only Child, dat niet op het album stond.

## Musici
- Eric Stewart – zang, elektrische gitaar
- Graham Gouldman – zang, basgitaar, elektrische gitaar
- Rick Fenn – elektrische gitaar
- Duncan Mackay – Yamaha CS80
- Stuart Tosh – percussie, achtergrondzang
- Paul Burgess – slagwerk

## Hitnoteringen
In Noorwegen haalde de plaat de negende plaats in de singlelijst. In Nederland werd de plaat regelmatig gedraaid op Hilversum 3 en bereikte de Nederlandse Top 40 niet. Wél bereikte de single de 9e positie in de Tipparade, de 29e positie in de Nationale Hitparade en de 40e positie in de TROS Top 50.

### Nationale Hitparade
| "One-Two-Five" in de Nationale Hitparade - binnen: 19-04-1980 | "One-Two-Five" in de Nationale Hitparade - binnen: 19-04-1980 | "One-Two-Five" in de Nationale Hitparade - binnen: 19-04-1980 | "One-Two-Five" in de Nationale Hitparade - binnen: 19-04-1980 | "One-Two-Five" in de Nationale Hitparade - binnen: 19-04-1980 | "One-Two-Five" in de Nationale Hitparade - binnen: 19-04-1980 |
| Week                                                          | 1                                                             | 2                                                             | 3                                                             | 4                                                             |                                                               |
| ------------------------------------------------------------- | ------------------------------------------------------------- | ------------------------------------------------------------- | ------------------------------------------------------------- | ------------------------------------------------------------- | ------------------------------------------------------------- |
| Nummer                                                        | 29                                                            | 35                                                            | 34                                                            | 48                                                            | uit                                                           |

Graham Gouldman · Eric Stewart · Kevin Godley · Lol Creme

Paul Burgess · Rick Fenn · Stuart Tosh · Duncan Mackay · Tony O'Malley